# Gerbathodes ypsilon
Gerbathodes ypsilon är en fjärilsart som beskrevs av Butler 1879. Gerbathodes ypsilon ingår i släktet Gerbathodes och familjen nattflyn. Inga underarter finns listade i Catalogue of Life.